# District de Dolega
Le district de Dolega est l'une des divisions qui composent la province de Chiriqui, au Panama. Elle se compose de douze cantons, a une superficie de 868,4 km2 et une population de 144 858 habitants (selon le recensement de 2010).

## Histoire
Il n'y a pas d'uniformité quant à la date de création du district. L'historien Rubén Darío Carles, dans son ouvrage 220 años de historia colonial en Panamá, mentionne que Fray Antonio de la Rocha a fondé la ville de Dolega en 1635. L'historien Alberto Osorio signale que la fondation a eu lieu en 1671, par Gómez Suárez de Figueroa. Ernesto Castillero Reyes, quant à lui, a rappelé que la ville a été fondée sous le nom de « San Francisco de Dolega », en 1795, par les frères franciscains chargés des missions indiennes.
Malgré la différence de dates, on s'accorde à dire que les premiers colons de la région étaient les Indiens Dorace. Carles a souligné que l'étymologie du nom Dolega est diverse, prenant comme le plus commun le terme de la langue Doraz comme « site du visiteur de fleurs ou du buisson de colibris ». Osorio, en revanche, indique que l'un des chefs des Doraz s'appelait Dolegaya.
Dolega était initialement une paroisse du canton d'Alanje et sa population était estimée à 739 habitants en 1824. Cependant, selon un recensement général effectué par le gouvernement colombien en 1843, Dolega comptait 1 583 habitants engagés dans des activités agricoles.
En 1862, l'Assemblée de l'État du Panama a établi par une loi que le département de Chiriqui était divisé en onze districts, dont celui de Dolega. En février 1866, un mouvement séditieux débute à Dolega sous le commandement d'Aristides de Obaldía. Les insurgés de Dolegueño, connus sous le nom de guaraperos, ont soutenu le chef d'État autoproclamé Santiago Agnew : « Quatre-vingt-dix hommes, dont des volontaires et des recrues, presque tous de Dolega, sous le commandement desquels Obaldía s'est placé, ont attaqué la caserne de David, où les rebelles au gouvernement se sont retranchés. » L'assaut des Dolegueños a forcé la reddition des rebelles.
Selon Castillero, le district de Dolega a été supprimé en 1868 et annexé au district de Boquerón, une mesure qui a duré jusqu'en 1871, date à laquelle le district a été rétabli3.
Avec la naissance de la République du Panama en 1903, le district de Dolega est resté une unité politique et administrative de la province de Chiriquí. Selon Osorio, en 1904, ce district comptait environ 4 259 habitants.

## Géographie
Le district est bordé au nord par le district de Boquete, au sud et à l'est par le district de David, et à l'ouest par les districts de David et de Boquerón. Le district de Dolega a une extension territoriale de 254 km2. Il est situé à une latitude de 441 mètres au-dessus du niveau de la mer.

## Géologie
La plupart du socle géologique du district est constitué de roches volcaniques avec des sédiments de matériaux d'érosion non consolidés tels que des galets et des graviers.

## Climat
Le district, situé dans la zone tropicale pluvieuse, est affecté par deux périodes saisonnières : une sèche et une pluvieuse. La période sèche comprend les mois de décembre à avril et la période des pluies va de mai à novembre.

## Crédit d'auteurs
- (es) Cet article est partiellement ou en totalité issu de l’article de Wikipédia en espagnol intitulé « Distrito de Dolega » (voir la liste des auteurs).